# Eyjafjall
Eyjafjall är ett berg i republiken Island. Det ligger i regionen Västfjordarna, 190 km norr om huvudstaden Reykjavík. Toppen på Eyjafjall är 486 meter över havet.
Det finns inga samhällen i närheten.